# Aplogruppo E (Y-DNA)

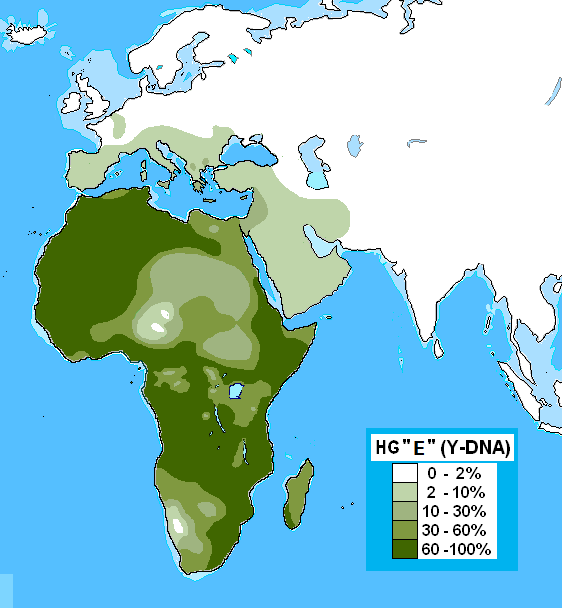
Distribuzione dell'aplogruppo E (DNA-Y) nelle popolazioni autoctone.

In genetica umana, l'aplogruppo E è un aplogruppo del cromosoma Y umano formato da molti polimorfismi, come M96/PF1823, P29/PF1643 e 148 più, e come l'aplogruppo D, scende dall'aplogruppo DE. Questo aplogruppo ha avuto origine 70 mila anni fa in Africa orientale, è il più caratteristico di tutta l'Africa e si trova in minore proporzione nel Vicino Oriente e in Europa del Sud, specialmente in Grecia, Albania e Sicilia.

## Origine
Probabilmente ha avuto origine in Africa orientale da una popolazione che ha generato l'espansione fuori dal continente, regione dove è sita la maggiore diversità, avendo avuto origine in una epoca in cui il Sahara era abitabile, 69 000 anni fa (anche se altre fonti calcolano dai 65 ai 73 000 anni fa). Più recentemente, sono state trovate prove aggiuntive che sostengono l'ipotesi dell'origine africana.

## Sottogruppi principali

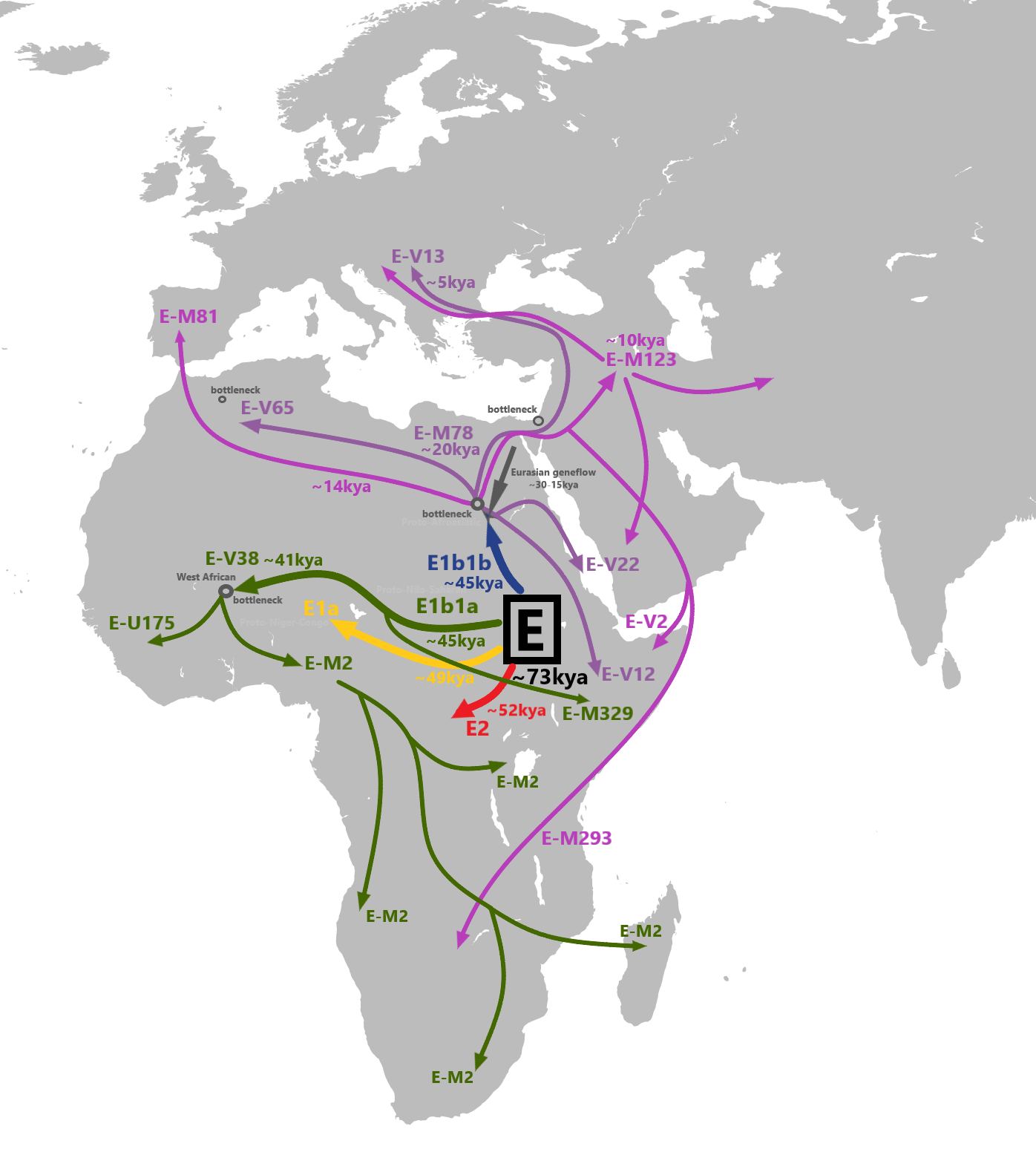
Origine e distribuzione dei principali sottocladi derivati da E.

La distribuzione dei principali sottocladi può essere riassunta come segue:
- E-M5479
  - E-V44: poco in Africa orientale.[7]
  - E1 (P147)
    - E1a (M33, M132): è ben diffuso in Africa occidentale, poco in Nord Africa.[3]
    - E1b (P177)
      - E1b1 (P2)
        - E1b1a (V38): è la maggioranza e quasi esclusivo dell'Africa subsahariana, è anche predominante nei parlanti di lingue Niger-Congo, e ha la più alta diversità ed alta frequenza in Africa occidentale (80%).[8]
          - E1b1a1 (P1, M2), precedentemente chiamato E3a.
            - E-V43
              - E-M4706: di grande estensione, essendo importante in Africa occidentale, Africa centrale, Africa meridionale, regione dei Grandi Laghi d'Africa e moderatamente al Nord Africa. È tipico dei popoli Bantu.[5]
              - E-U175: comune in Africa occidentale e afroamericani.[5]

          - E1b1a2 (M329): in Etiopia e nella penisola arabica.[5]

        - E1b1b (M215): inizialmente chiamato E3b, è l'aplogruppo più comune nei parlanti di lingue afro-asiatiche africane (camitiche),[9] così come in molti popoli nilo-sahariani, e la sua più grande diversità si trova in Etiopia. È molto diffuso nel Corno d'Africa, nel Nord Africa,  nel Vicino Oriente e nell'Europa meridionale. Ha avuto origine circa 41 500 anni fa[5] in Africa orientale[3] o nel Corno d'Africa.[10]
          - E1b1b1 (M35.1)
            - E-V68
              - E-Z1902
                - E-V12: importante in Egitto, Sudan, Etiopia, ed è predominante in Somalia.
                - E-V65: soprattutto nel Maghreb.[10]

              - E-Z1919
                - E-V13: è tipico di tutta Europa ed è il più importante aplogruppo E al di fuori dell'Africa. È frequente nei Balcani, soprattutto nel Peloponneso greco[3], nei siciliani e negli albanesi. Si trova moderatamente nel Sud Italia peninsulare.
                - E-V22: comune in Egitto, Corno d'Africa e Vicino Oriente.[7] Poco in Europa.

            - E-Z827
              - E-M81: Predominante nella regione del Maghreb (80%), soprattutto nei berberi ed è importante negli arabi africani, in Sicilia e nella penisola iberica.[11]
              - E-Z830
                - E-M123: importante nel Vicino Oriente, soprattutto tra i popoli semiti e curdi. È anche sparso nell'Europa meridionale e in parte dell'Africa.
                - E-CTS10880: sparso nel Vicino Oriente e in parte dell'Africa.[5]
                  - E-M293: è stato trovato in gruppi etnici nell'Africa orientale e nell'Africa meridionale.[12]
                  - E-V6: nel corno d'Africa.[13]
- E2 (M75)
  - E2a (M41): soprattutto nei gruppi etnici congolesi.[14]
  - E2b (M98): ben diffuso nell'Africa sub-sahariana.